# Myrmeleon lacteostigma
Myrmeleon lacteostigma är en insektsart som först beskrevs av Navás 1914.  Myrmeleon lacteostigma ingår i släktet Myrmeleon och familjen myrlejonsländor. Inga underarter finns listade i Catalogue of Life.